# Museu Arqueològic de l'antiga Corint
El Museu Arqueològic de l'antiga Corint, situat a l'antiga Corint, a la regió del Peloponés, és un dels museus de Grècia.

## Història del museu
L'edifici del museu es va construir entre 1931 i 1932 sota el patrocini de l'Escola Nord-americana d'Estudis Clàssics. Després, entre 1950 i 1953, s'hi afegí una ala nova. El 1990 va sofrir un important robatori de 285 peces, però la majoria foren recuperades als Estats Units gairebé una dècada després i les retornaren al museu el 2001. A partir de 2007 es va iniciar un nou procés de renovació de part de les exposicions, que es completà el 2016.

## Col·leccions
El museu conté una col·lecció d'objectes procedents de jaciments arqueològics de la zona de l'antiga Corint de períodes compresos entre la prehistòria i l'època romana d'Orient.
De la prehistòria es poden trobar objectes procedents del pujol de Koraku, a Corint; del pujol de Ziguries; de l'antiga Corint i de Gonià.
Una altra sala exposa els objectes d'èpoques compreses entre el període geomètric i l'hel·lenístic.
D'altra banda, hi ha les troballes d'època romana, romana d'Orient i de l'època en què Corint estigué sota domini dels francs.
També s'hi poden trobar restes del santuari d'Asclepi i unes altres procedents de tombes dels primers cristians.
El pati del museu acull una col·lecció d'estàtues d'època romana, així com elements arquitectònics de diversos edificis —entre aquests, els d'una antiga sinagoga— i inscripcions epigràfiques gregues i romanes.

Entre els objectes exposats destacats es troben dos curos procedents de la cova de Klenia, prop de l'antiga Tenea, el «sarcòfag de Jiliomodi», l'estàtua anomenada «Lleó de Koraku», que formava part d'un monument funerari, i una esfinx d'època arcaica.

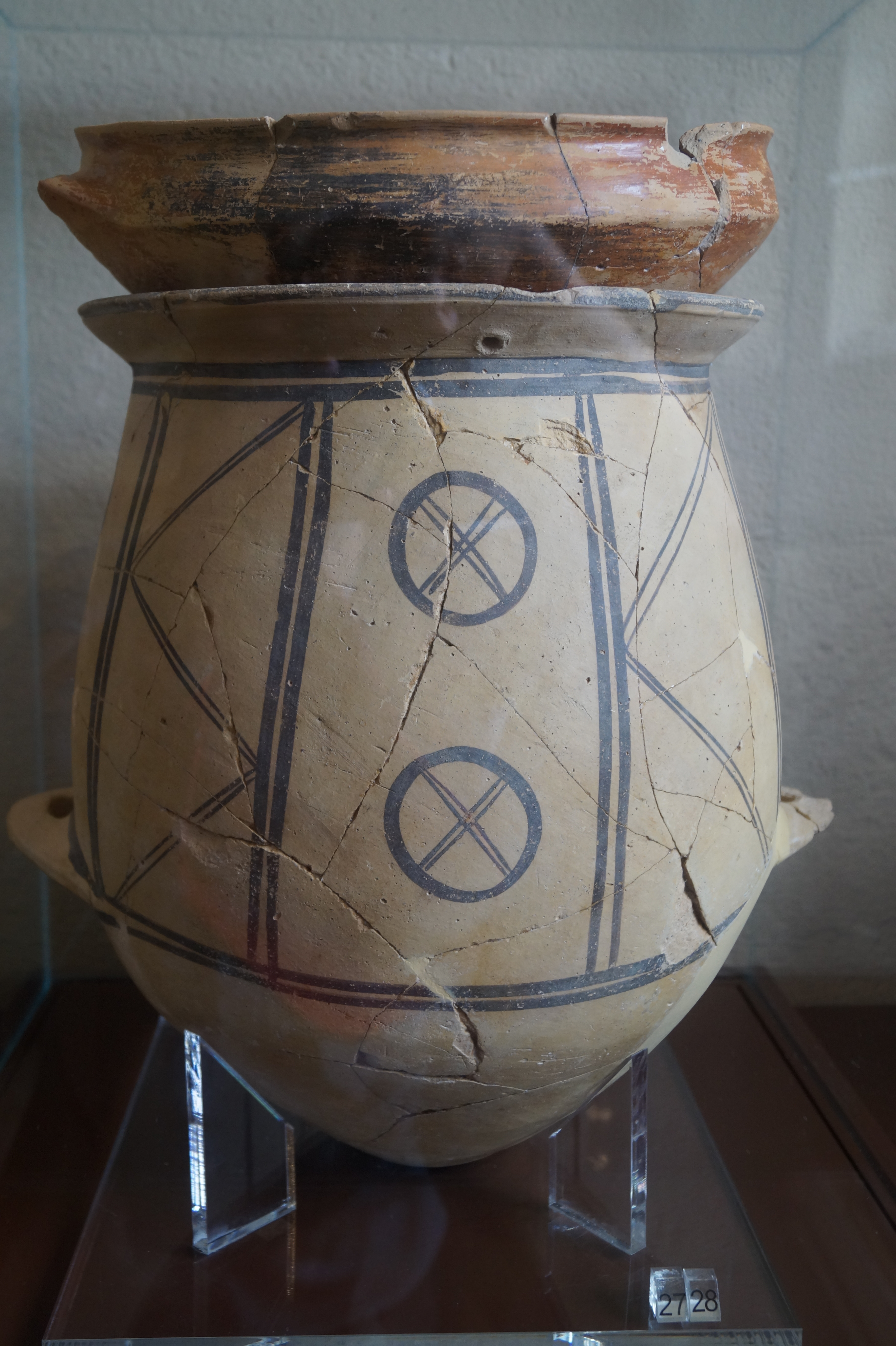
Gerra funerària que contenia dos enterraments infantils, del període hel·làdic mitjà
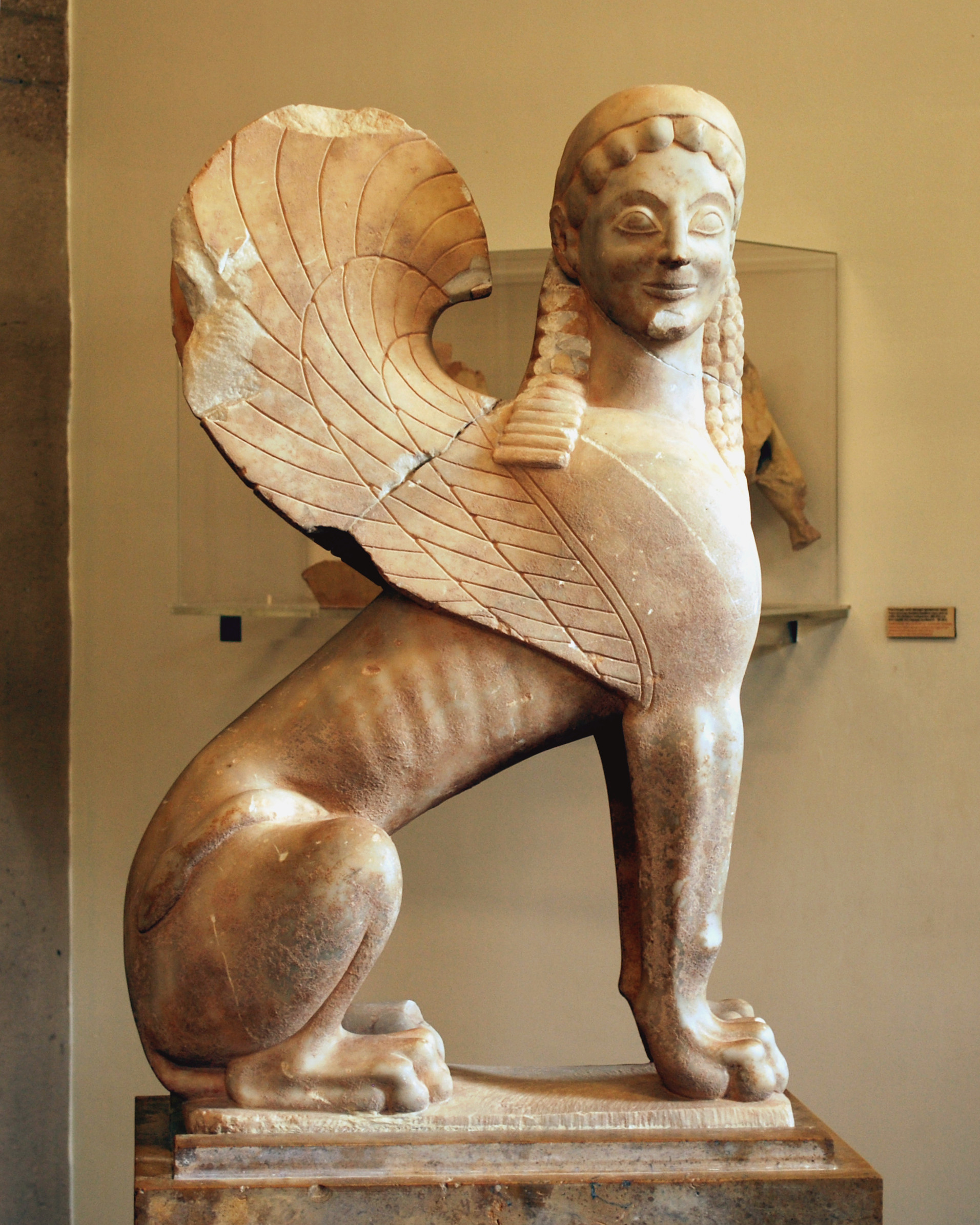
Esfinx de l'època arcaica
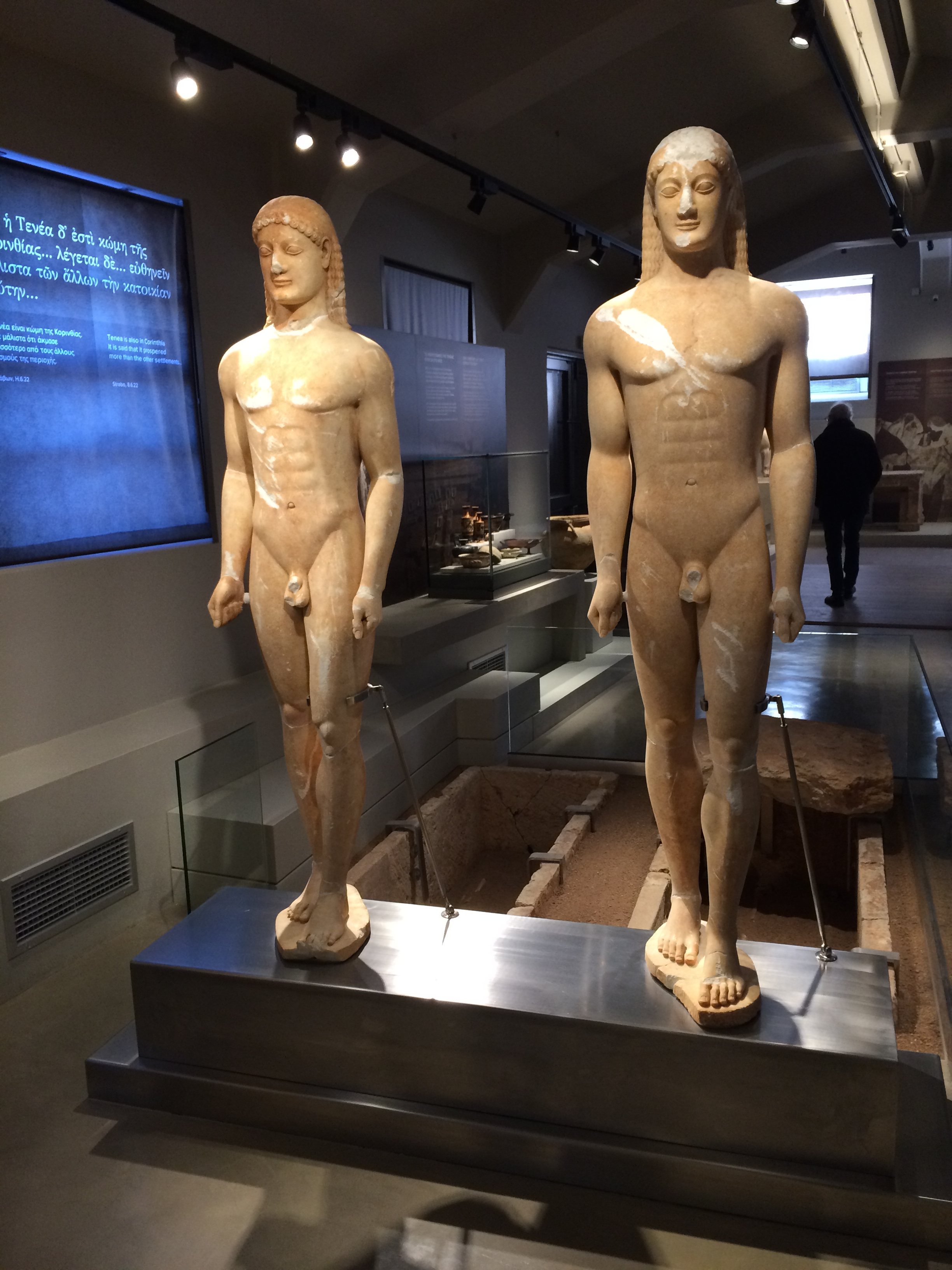
Els curos de la cova de Klenia en l'antiga Tenea
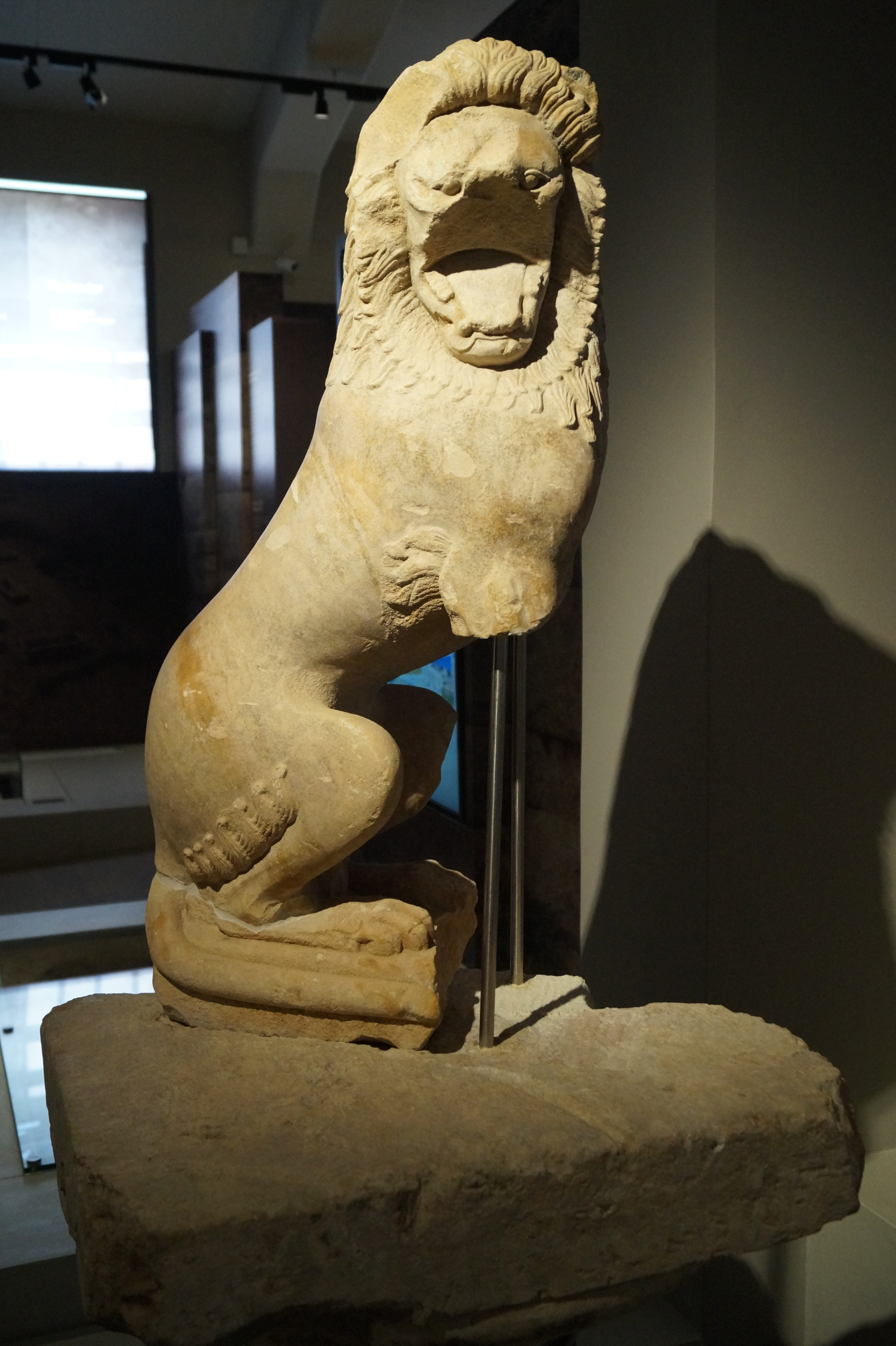
Lleó de Koraku
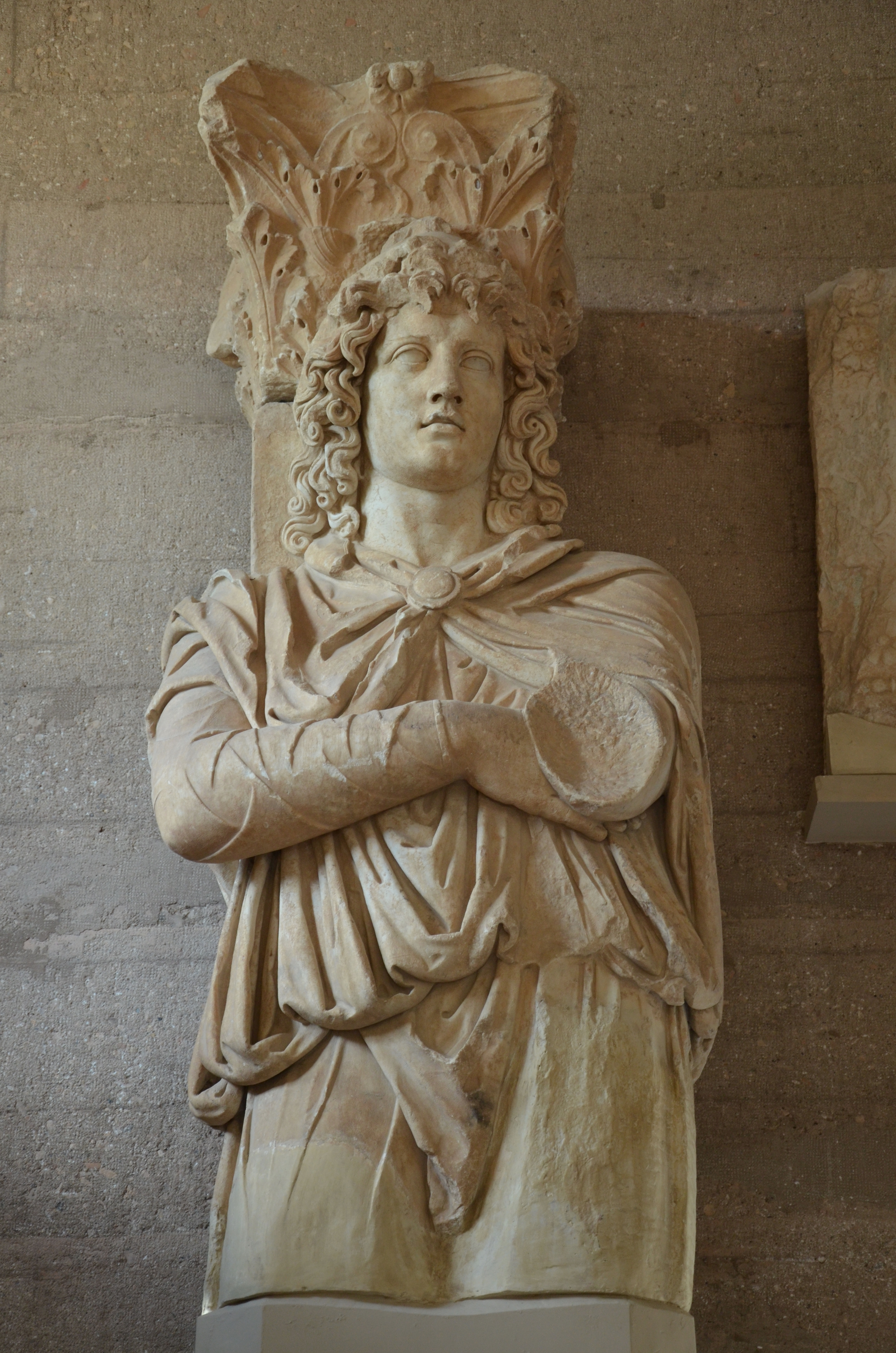
Estàtua colossal d'un captiu frigi, del segle II